# 한국포도생산자협의회
한국포도생산자협의회는 포도의 자율적 수급조절 및 판매촉진 도모하고, 회원간 상호협력 및 정보교환으로 우수한 포도생산 및 농가소득증대와 포도생산발전에 기여 목적으로 2003년 9월 26일 설립된 대한민국 농림수산식품부 소관의 사단법인이다. 사무실은 서울특별시 중구 충정로 1가 75에 있다.

## 주요 사업
- 자조금 조성ּ운용을 통한 자율수급조절 및 판매촉진 도모
- 판매 및 소비촉진을 위한 홍보 및 판로확대ּ시장개척 조사
- 생산ּ수확후 관리기술ּ유통개선을 위한 교육사업
- 유통협약ּ명령이행 등 가격안정을 위한 사업
- 기타 포도산업 발전과 목적달성을 위해 부대되는 일체의 사업